# Olympische Sommerspiele 1972/Leichtathletik – Hochsprung (Männer)
Der Hochsprung der Männer bei den Olympischen Spielen 1972 in München wurde am 9. und 10. September 1972 im Olympiastadion München ausgetragen. Vierzig Athleten nahmen teil.
Olympiasieger wurde Jüri Tarmak aus der Sowjetunion. Die Silbermedaille gewann Stefan Junge aus der DDR, Bronze ging an den US-Amerikaner Dwight Stones.
Für die Bundesrepublik Deutschland – offiziell Deutschland – starteten Hermann Magerl und Ingomar Sieghart. Während Sieghart in der Qualifikation scheiterte, erreichte Magerl das Finale und belegte dort Platz vier.

Außer dem Silbermedaillengewinner Stefan Junge nahmen keine weiteren Springer aus der DDR teil.

Der Schweizer Michel Patry schied in der Qualifikation aus.

Springer aus Österreich und Liechtenstein nahmen nicht teil.

## Bestehende Rekorde
| Weltrekord         | 2,29 m | Pat Matzdorf ( USA) | Berkeley, USA                  | 3. Juli 1971     |
| Olympischer Rekord | 2,24 m | Dick Fosbury ( USA) | Finale OS Mexiko-Stadt, Mexiko | 20. Oktober 1968 |

Der bestehende olympische Rekord wurde bei diesen Spielen nicht erreicht. Dem sowjetischen Olympiasieger Jüri Tarmak fehlte dazu allerdings nur ein Zentimeter. Der Weltrekord war noch einmal um sechs Zentimeter höher als die hier in München erzielte beste Leistung.

## Durchführung des Wettbewerbs
Die Springer traten am 9. September in zwei Gruppen zu einer Qualifikationsrunde an. Neunzehn von ihnen – hellblau unterlegt – übersprangen die direkte Finalqualifikationshöhe von 2,15 m. Damit war die Mindestanzahl von zwölf Finalteilnehmern deutlich überschritten. Das Finale wurde  am 10. September ausgetragen.

## Zeitplan
09. September, 10:00 Uhr: Qualifikation

10. September, 14:30 Uhr: Finale
Die direkt qualifizierten Athleten sind.

## Legende
Kurze Übersicht zur Bedeutung der Symbolik – so üblicherweise auch in sonstigen Veröffentlichungen verwendet:
| – | verzichtet   |
| o | übersprungen |
| x | ungültig     |

## Qualifikation
Datum: 9. September 1972, ab 10:00 Uhr

### Gruppe A
| Platz | Name                   | Nation           | 1,80 m | 1,90 m | 2,00 m | 2,06 m | 2,09 m | 2,12 m | 2,15 m | Höhe   |
| ----- | ---------------------- | ---------------- | ------ | ------ | ------ | ------ | ------ | ------ | ------ | ------ |
| 1     | Henry Elliott          | Frankreich       | –      | –      | –      | o      | o      | o      | o      | 2,15 m |
| 1     | Dwight Stones          | USA              | –      | –      | –      | o      | o      | o      | o      | 2,15 m |
| 3     | Rustam Achmetow        | Sowjetunion      | –      | –      | o      | o      | o      | o      | o      | 2,15 m |
| 3     | Jan Dahlgren           | Schweden         | –      | –      | o      | o      | o      | o      | o      | 2,15 m |
| 3     | Șerban Ioan            | Rumänien         | –      | –      | o      | o      | o      | o      | o      | 2,15 m |
| 3     | István Major           | Ungarn           | –      | –      | o      | o      | o      | o      | o      | 2,15 m |
| 3     | Vasilios Papadimitriou | Griechenland     | –      | –      | o      | o      | o      | o      | o      | 2,15 m |
| 3     | Ádám Szepesi           | Ungarn           | –      | –      | o      | o      | o      | o      | o      | 2,15 m |
| 3     | Kęstutis Šapka         | Sowjetunion      | –      | –      | o      | o      | o      | o      | o      | 2,15 m |
| 3     | Jüri Tarmak            | Sowjetunion      | –      | –      | o      | o      | o      | o      | o      | 2,15 m |
| 11    | Hermann Magerl         | BR Deutschland   | –      | –      | –      | o      | –      | xo     | o      | 2,15 m |
| 12    | Bernard Gauthier       | Frankreich       | –      | –      | o      | o      | o      | o      | xo     | 2,15 m |
| 13    | Stefan Junge           | DDR              | –      | –      | o      | o      | –      | xxo    | xo     | 2,15 m |
| 14    | Lawrie Peckham         | Australien       | –      | –      | o      | o      | xxo    | o      | xo     | 2,15 m |
| 15    | Hidehiko Tomizawa      | Japan            | –      | –      | xo     | o      | o      | xxo    | xxo    | 2,15 m |
| 16    | Gian Marco Schivo      | Italien          | –      | o      | o      | xo     | o      | xxo    | xxo    | 2,15 m |
| 17    | Chris Dunn             | USA              | –      | –      | –      | o      | –      | o      | xxx    | 2,12 m |
| 18    | Roman Moravec          | Tschechoslowakei | –      | –      | o      | o      | o      | o      | xxx    | 2,12 m |
| 19    | Ron Jourdan            | USA              | –      | o      | o      | o      | o      | o      | xxx    | 2,12 m |
| 20    | Petar Bogdanow         | Bulgarien        | –      | –      | o      | o      | o      | xo     | xxx    | 2,12 m |
| 21    | József Tihanyi         | Ungarn           | –      | –      | o      | o      | o      | xxx    |        | 2,09 m |
| 22    | Jaroslav Alexa         | Tschechoslowakei | –      | –      | o      | o      | xo     | xxx    |        | 2,09 m |

### Gruppe B
| Platz | Name                  | Nation         | 1,80 m | 1,90 m | 2,00 m | 2,06 m | 2,09 m | 2,12 m | 2,15 m | Höhe   |
| ----- | --------------------- | -------------- | ------ | ------ | ------ | ------ | ------ | ------ | ------ | ------ |
| 1     | Enzo Del Forno        | Italien        | –      | –      | o      | o      | o      | o      | o      | 2,15 m |
| 2     | John Beers            | Kanada         | –      | –      | xo     | o      | o      | xo     | o      | 2,15 m |
| 3     | John Hawkins          | Kanada         | –      | –      | o      | o      | o      | o      | xo     | 2,15 m |
| 4     | Ingomar Sieghart      | BR Deutschland | –      | o      | o      | o      | xo     | xo     | xxx    | 2,12 m |
| 5     | Teymour Ghiassi       | Iran           | –      | –      | o      | o      | o      | xxo    | xxx    | 2,12 m |
| 6     | Ioannis Kousoulas     | Griechenland   | –      | o      | o      | o      | xxo    | xxo    | xxx    | 2,12 m |
| 7     | Rick Cuttell          | Kanada         | –      | –      | xo     | xo     | o      | xxx    |        | 2,09 m |
| 8     | Michel Patry          | Schweiz        | –      | o      | xo     | –      | xo     | –      | xxx    | 2,09 m |
| 9     | Kuniyoshi Sugiyoka    | Japan          | –      | –      | o      | o      | xxx    |        |        | 2,06 m |
| 10    | Park Sang-su          | Südkorea       | –      | o      | o      | xxx    |        |        |        | 2,00 m |
| 11    | Nor Azhar Hamid       | Singapur       | o      | o      | o      | xxx    |        |        |        | 2,00 m |
| 11    | Abdullah Noor Wasughe | Somalia        | o      | o      | o      | xxx    |        |        |        | 2,00 m |
| 13    | Ahmed Sénoussi        | Tschad         | –      | –      | xo     | xxx    |        |        |        | 2,00 m |
| 14    | Luis Barrionuevo      | Argentinien    | –      | o      | xxx    |        |        |        |        | 1,90 m |
| 14    | Daniel Mkandawire     | Malawi         | –      | o      | xxx    |        |        |        |        | 1,90 m |
| 14    | Sitha Sin             | Khmer-Republik | –      | o      | xxx    |        |        |        |        | 1,90 m |
| 17    | Hamadou Evelé         | Kamerun        | –      | xo     | xxx    |        |        |        |        | 1,90 m |
| 18    | Suresh Babu           | Indien         | –      | xxo    | xxx    |        |        |        |        | 1,90 m |
| DNS   | Bogusław Białek       | Polen          |        |        |        |        |        |        |        |        |
| DNS   | Leif Roar Falkum      | Norwegen       |        |        |        |        |        |        |        |        |
| DNS   | Irolan Hechavarria    | Kuba           |        |        |        |        |        |        |        |        |

## Finale
Datum: 10. September 1972, 14:30 Uhr
| Platz | Name                   | Nation         | 1,90 m | 2,00 m | 2,05 m | 2,10 m | 2,15 m | 2,18 m | 2,21 m | 2,23 m | 2,26 m | Endresultat |
| ----- | ---------------------- | -------------- | ------ | ------ | ------ | ------ | ------ | ------ | ------ | ------ | ------ | ----------- |
| 1     | Jüri Tarmak            | Sowjetunion    | –      | –      | –      | o      | o      | o      | xo     | xo     | xxx    | 2,23 m      |
| 2     | Stefan Junge           | DDR            | –      | –      | xo     | o      | o      | o      | xo     | xxx    |        | 2,21 m      |
| 3     | Dwight Stones          | USA            | –      | –      | –      | o      | o      | o      | xxo    | xxx    |        | 2,21 m      |
| 4     | Hermann Magerl         | BR Deutschland | –      | –      | o      | o      | xo     | o      | xxx    |        |        | 2,18 m      |
| 5     | Ádám Szepesi           | Ungarn         | –      | o      | o      | o      | o      | xxo    | xxx    |        |        | 2,18 m      |
| 6     | John Beers             | Kanada         | –      | –      | o      | o      | o      | xxx    |        |        |        | 2,15 m      |
| 6     | István Major           | Ungarn         | –      | –      | o      | o      | o      | xxx    |        |        |        | 2,15 m      |
| 8     | Rustam Achmetow        | Sowjetunion    | –      | o      | o      | o      | o      | xxx    |        |        |        | 2,15 m      |
| 9     | John Hawkins           | Kanada         | –      | –      | o      | xo     | o      | xxx    |        |        |        | 2,15 m      |
| 10    | Enzo Del Forno         | Italien        | –      | o      | o      | o      | xo     | xxx    |        |        |        | 2,15 m      |
| 11    | Jan Dahlgren           | Schweden       | –      | –      | o      | xo     | xo     | xxx    |        |        |        | 2,15 m      |
| 12    | Vasilios Papadimitriou | Griechenland   | –      | –      | o      | o      | xxo    | xxx    |        |        |        | 2,15 m      |
| 12    | Kęstutis Šapka         | Sowjetunion    | –      | –      | o      | o      | xxo    | xxx    |        |        |        | 2,15 m      |
| 14    | Bernard Gauthier       | Frankreich     | –      | o      | o      | xo     | xxo    | xxx    |        |        |        | 2,15 m      |
| 15    | Henry Elliott          | Frankreich     | –      | –      | –      | o      | –      | xxx    |        |        |        | 2,10 m      |
| 16    | Șerban Ioan            | Rumänien       | –      | o      | –      | o      | xxx    |        |        |        |        | 2,10 m      |
| 17    | Gian Marco Schivo      | Italien        | –      | –      | o      | xo     | xxx    |        |        |        |        | 2,10 m      |
| 18    | Lawrie Peckham         | Australien     | –      | o      | o      | xo     | xxx    |        |        |        |        | 2,10 m      |
| 19    | Hidehiko Tomizawa      | Japan          | –      | xo     | o      | xxx    |        |        |        |        |        | 2,05 m      |

Überraschend hatte sich Weltrekordler Pat Matzdorf nicht für die Olympischen Spiele in München qualifizieren können. Bei den US-Ausscheidungen war er nur Fünfter geworden.
Im Finale übersprangen fünf Springer 2,18 m: Jüri Tarmak aus der UdSSR, Stefan Junge, DDR, Hermann Magerl aus der Bundesrepublik Deutschland, der US-Amerikaner Dwight Stones und der Ungar Ádám Szepesi. Szepesi und Magerl schafften die nächste Höhe von 2,21 m nicht mehr. Tarmak und Junge benötigten zwei, Stones drei Versuche über diese 2,21 m. Die folgende Steigerung auf 2,23 m war dann für Junge und Stones zu hoch, Tarmak überquerte die Latte im zweiten Versuch und hatte die Goldmedaille sicher, ehe er an 2,26 m dreimal scheiterte.
Jüri Tarmak wurde Olympiasieger vor Stefan Junge und Dwight Stones.
Jüri Tarmak war der letzte Springer, der mit dem Straddle-Stil Olympiasieger im Hochsprung wurde. Alle anderen Athleten bevorzugten von da an die neue Flop-Technik.

Stefan Junge gewann die erste Hochsprungmedaille für die DDR.

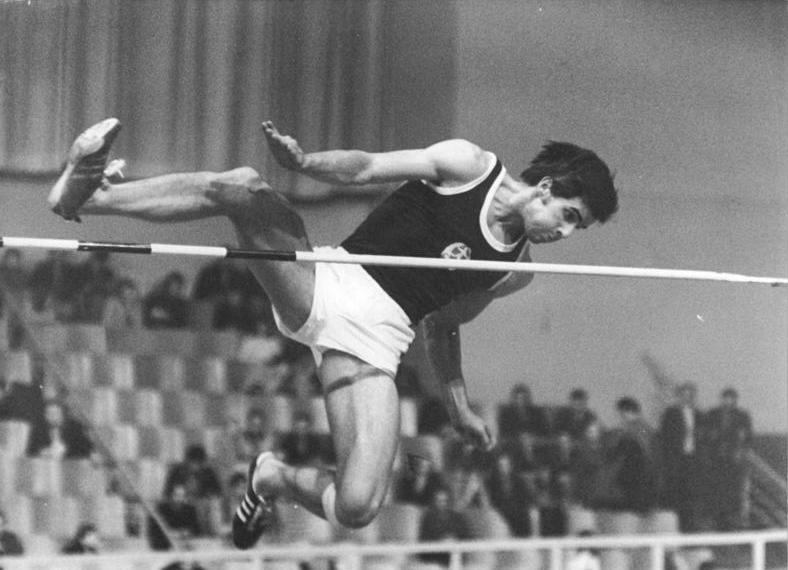
Silbermedaillengewinner Stefan Junge
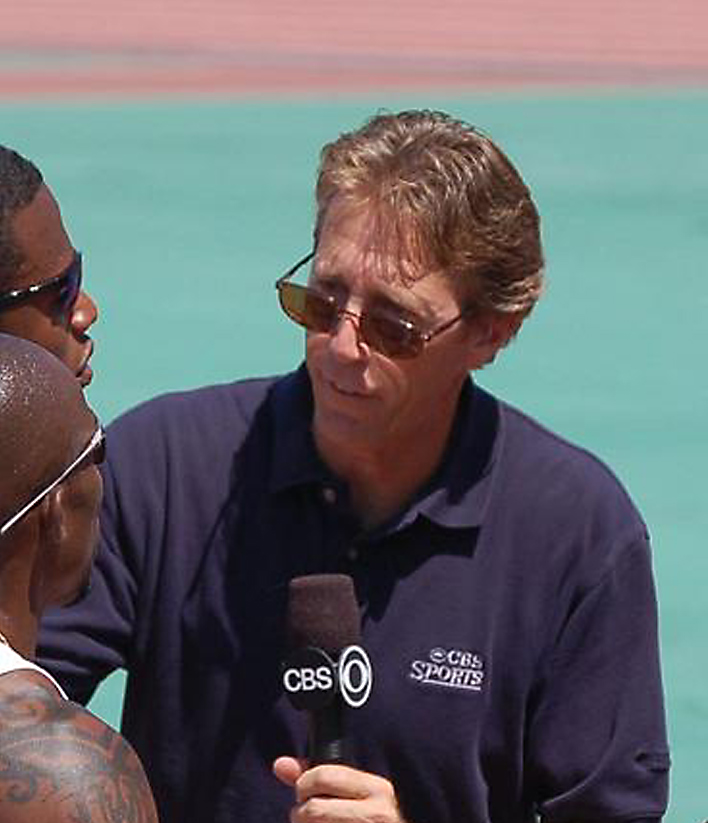
Bronze gab es für Dwight Stones (Foto: 2006)
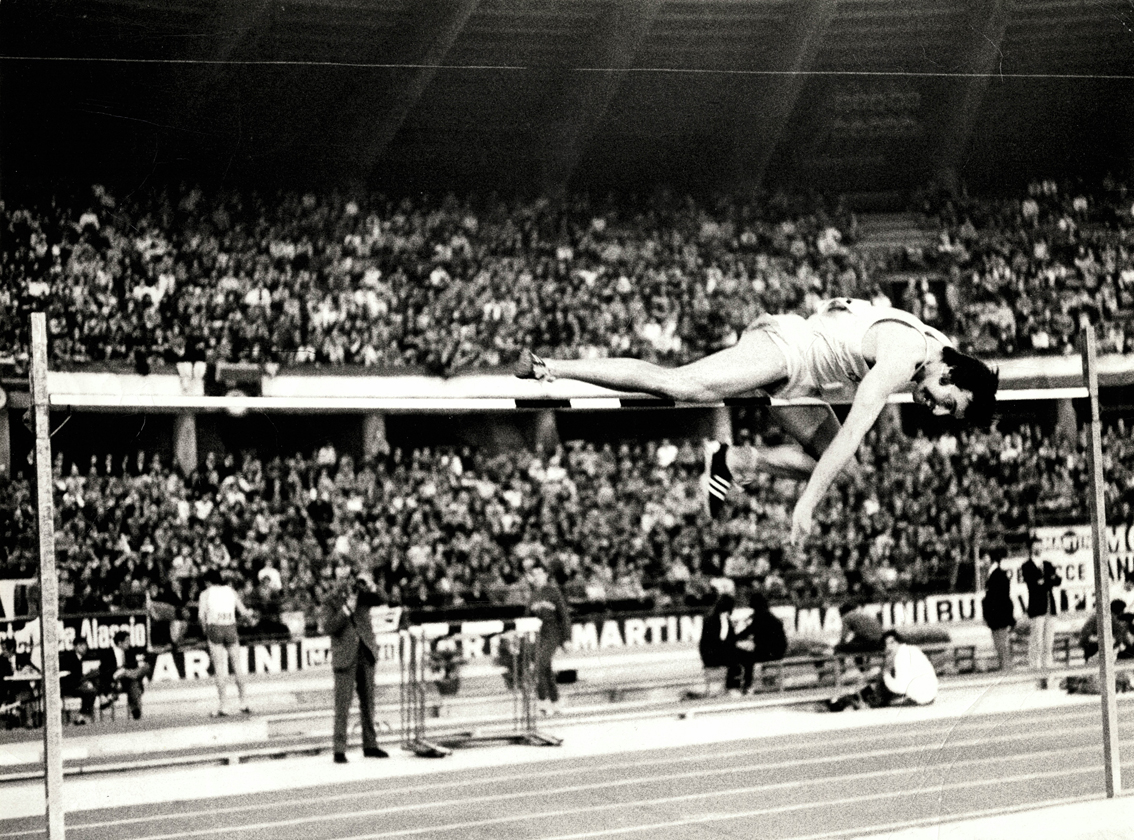
Gian Marco Schivo belegte Rang siebzehn
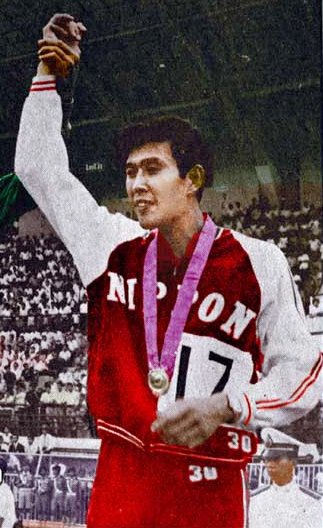
Hidehiko Tomizawa (hier als Dritter bei den Asienspielen 1970) kam auf den neunzehnten Platz